# Владимир Гроздановић
Владимир Гроздановић (рођен 17. октобра 1937) је бивши југословенски спортски стрелац.
Такмичио се на летњим олимпијским играма 1960. и летњим олимпијским играма 1968.